# 思い出が手を振る
「思い出が手を振る」（おもいでがてをふる）は、日本のフォークバンド・海援隊のメジャー6作目（通算11作目）のシングル。

## 概要
- 前作「母に捧げるバラード」から約6か月ぶりのシングルにして、ポリドール・レコード移籍後初の作品。
- オリコンチャート最高位56位を獲得。「あんたが大将」以来3作ぶりに圏内入りを果たした。

## 収録曲
1. 思い出が手を振る [3:50]
作詞：武田鉄矢
作曲：中牟田俊男、堀内孝雄
編曲：椎名和夫
共同作曲にアリスの堀内を迎えて制作された。
2. 菜見子 [3:38]
作詞：武田鉄矢
作曲：中牟田俊男、千葉和臣
編曲：椎名和夫